# 1932 في اليابان
فيما يلي قوائم الأحداث التي وقعت خلال عام 1932 في اليابان.

## سياسة

### تعيين في المنصب
- 26 مايو – سايتو ماكوتو رئيس وزراء اليابان.

### انتهاء فترة المنصب
- 15 مايو – إينوكاي تسويوشي رئيس وزراء اليابان.

## مواليد

### يناير
- 1 يناير – يوشيو هاياشي سياسي ياباني.
- 11 يناير – تاكو إيشيموري
- 25 يناير – يوكيو شيمومورا لاعبو كرة قدم يابانيون.

### فبراير
- 5 فبراير – هيرواكي ساتو لاعبو كرة قدم يابانيون.

### مايو
- 10 مايو – كوسي كامو لاعب كرة مضرب ياباني.

### يوليو
- 19 يوليو – إيسامو تانوناكا مؤدّي صوت ياباني.

### أغسطس
- 25 أغسطس – توموهيكو إيكوما لاعب كرة قدم ياباني.
- 30 أغسطس – شيتشيرو كوباياشي معلم ياباني.

### سبتمبر
- 30 سبتمبر – إيشيهارا شنتارو سياسي ياباني.

### أكتوبر
- 20 أكتوبر – روكورو نايا
- 31 أكتوبر – إييماسا كايومي

### ديسمبر
- 25 ديسمبر – ميتشيهيرو أوزاوا لاعبو كرة قدم يابانيون.

## وفيات

### مايو
- 15 مايو – إينوكاي تسويوشي (مواليد 1855) سياسي ياباني.